# E-3 (plataforma de satélite)
E-3, é a designação de uma plataforma de espaçonave multimissão desenvolvida pelo OKB-1, tendo sido usada na terceira leva de espaçonaves do Programa Luna. Ela era em tudo semelhante à E-2A, contendo apenas instrumentos aperfeiçoados e câmeras de maior resolução.

## Cronologia
Todos os lançamentos foram efetuados por foguetes Luna. 
- Luna E-3 No.1 - 15 de abril de 1960 - Falha no lançamento
- Luna E-3 No.2 - 16 de abril de 1960 - Falha no lançamento